# Carreterismo

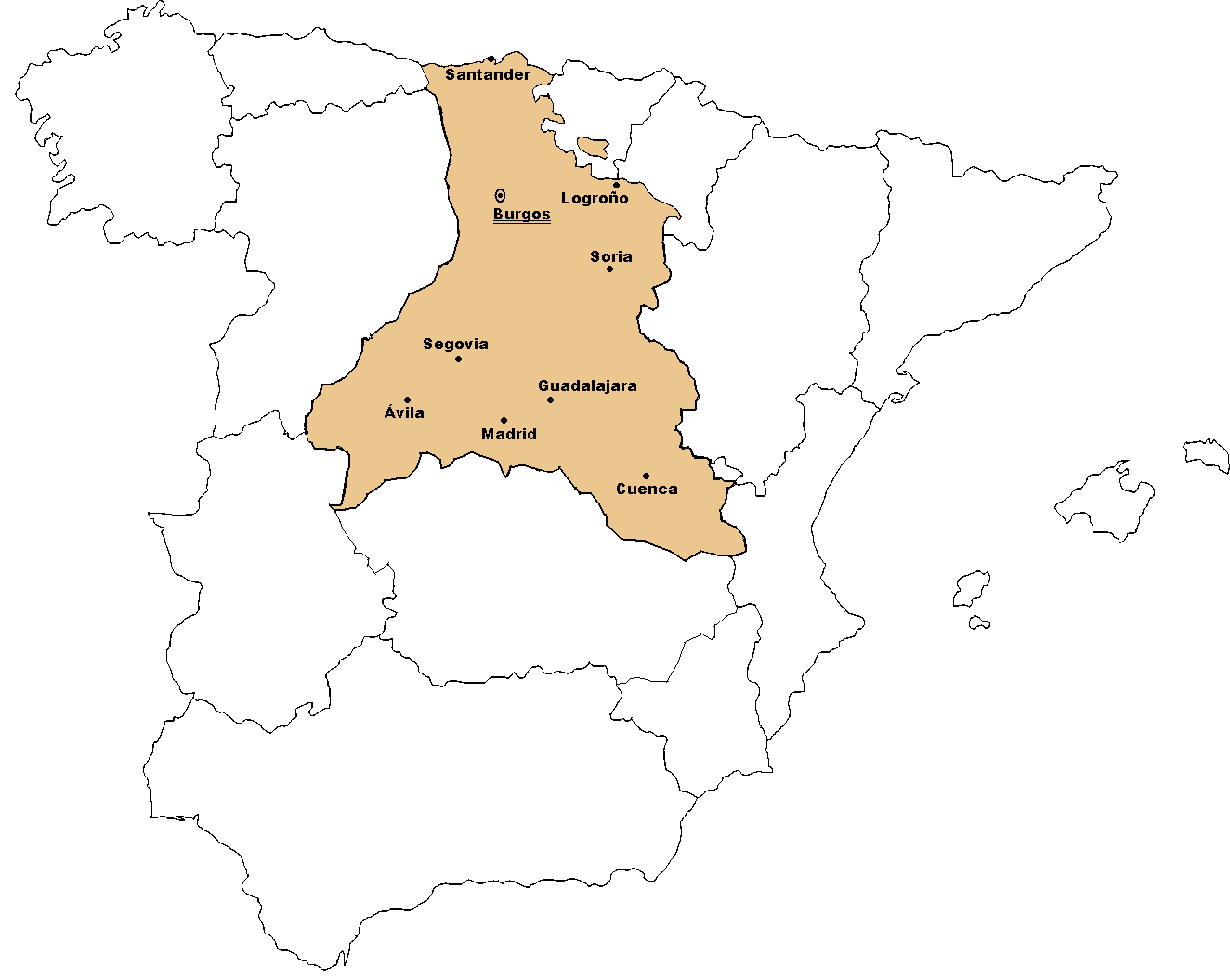
Castilla según las tesis carreteristas.

El carreterismo, llamado también en ocasiones condadismo o purismo —término este último utilizado por los adeptos a estas tesis—, es una corriente ideológica que se autodenomina castellanista que se basa en las tesis de los escritores segovianos Luis Carretero Nieva y su hijo Anselmo Carretero. A diferencia de otros sectores del castellanismo, que opinan que Castilla estaría integrada por los territorios que formaron las regiones de Castilla la Vieja, Castilla la Nueva, León y la provincia de Albacete, el carreterismo considera a la Región de León como una «región no castellana».

## Territorialidad
La Castilla carreterista estaría basada en las comunidades de villa y tierra, aunque en Burgos no se dieron más que en el extremo sur de la provincia y en Cantabria no existieron estas instituciones típicas de la llamada repoblación concejil. Según deja escrito Anselmo Carretero en su libro La personalidad histórica de Castilla en el conjunto de los pueblos hispánicos (1977) su concepción de Castilla estaría formada por los siguientes territorios:

«Castilla (a secas). La región propiamente castellana que, con ligeras modificaciones de límites comprende las actuales provincias de Cantabria —sin la Liébana y con todo Campoo—, Burgos, La Rioja, Soria, Segovia, Ávila, Madrid—sin el distrito de la gran metrópoli—, Guadalajara y Cuenca —sin la parte manchega y con la  comarca de Utiel—».

En realidad sí se incluye dentro de la Castilla carreterista parte de La Mancha conquense, concretamente aquellas localidades pertenecientes en su día a la comunidad de villa y tierra de Alarcón. Las zonas de la provincia de Cuenca que quedan fuera de Castilla se corresponderían con los partidos de Tarancón, Belmonte y San Clemente.
Además de los territorios antes mencionados, también son consideradas castellanas zonas como la parte vallisoletana de la Tierra de Pinares, el este de la Montaña Palentina (concretamente el Campoo palentino) y la zona norte de la provincia de Toledo, concretamente las localidades de Ontígola y Noblejas, las comarcas de la Campana de Oropesa y la Sierra de San Vicente —que pertenecieron a la comunidad de villa y tierra de Ávila—, el Bajo Alberche y la mitad norte de las de Torrijos y La Sagra, de raigambre y tradiciones más madrileñas dada su cercanía a Madrid —buena parte de estas comarcas pertenecieron durante mucho tiempo a la provincia de Madrid— que propiamente toledanas. Asimismo, serían también parte de Castilla según estas teorías los territorios de la comunidad de villa y tierra de Béjar, en las actuales provincias de Salamanca y Cáceres, y aquellas localidades salmantinas y cacereñas que pertenecieron a la comunidad de villa y tierra de Ávila, como Peñaranda de Bracamonte o Berrocalejo.
Finalmente, y aunque como se puede apreciar en la descripción de Carretero sobre Castilla, en un principio Madrid capital y la metrópoli no formarían parte de Castilla, esta ciudad fue finalmente incluida en el mapa del autor.

## Simbología y celebraciones
A diferencia del castellanismo, el cual defiende que Castilla está formada por las 17 provincias firmantes del Pacto Federal Castellano, el carreterismo reniega del día 23 de abril como Día Nacional de Castilla, ya que considera que no representa al pueblo castellano, y proponen el 1 de mayo como Día de Castilla, ya que en ese día del año 932 Fernán González fue erigido conde de Castilla (cuando se iniciaría la llamada independencia castellana que se materializó en cierta autonomía respecto de la corte leonesa y en que el título condal castellano pasó a ser heriditario). Otras fechas celebradas por los carreteristas coinciden con las corrientes del castellanismo, como el 15 de septiembre o el 12 de noviembre.  Así mismo el carreterismo es acérrimo defensor del pendón carmesí como símbolo de su concepto de Castilla, frente a alternativas como el llamado "pendón comunero" o el cuartelado.

## Historia y desarrollo
Basado en el pensamiento y en los escritos que dejaron Luis Carretero Nieva y su hijo Anselmo Carretero, el carreterismo afirma que lo que él denomina la auténtica Castilla no es la de las llanuras cerealísticas que evocaba la Generación del 98, sino que Castilla es eminentemente montañosa, la de las cuencas altas del Ebro, del Tajo y del Júcar (estas dos últimas cuencas aparecieron en el carreterismo a partir de la obra de Anselmo Carretero). Esto lo achacan al origen del pueblo castellano, situado en la Montaña cántabra, y a su carácter guerrero, que les hizo valerse de los valles montañosos para lanzarse a la Reconquista.
En 1917, el santanderino Juan José Ruano de la Sota, epiloguista de La cuestión regional de Castilla la Vieja (El regionalismo castellano), no avalaba la territorialidad castellana septentrional de Luis Carretero al no concebir Santander en Castilla sin Palencia y Valladolid. De esto se desprende que J.J. Ruano de la Sota no concebía Santander en Castilla si Palencia y Valladolid estaban fuera de ella y que el aval intelectual que Luis Carretero se había buscado para sus tesis sobre la territorialidad castellana no le secundaba.  
Un año después, en 1918, Luis Carretero tuvo que reconocer que la opción unitaria, la de Castilla la Vieja y León, usaba "un método fundamentalmente científico" y destacaba de ella "la capacidad intelectual". En la misma línea, Ignacio Carral, discípulo de Luis Carretero Nieva, admitió en 1931 que "si por propia voluntad León y Castilla -que tantas veces cruzaron su historia, quisieran unirse, unidas deberían presentarse ante España en una sola personalidad regional (...)".
También Comunidad Castellana (CC), una de las organizaciones herederas del pensamiento de Luis Carretero y fundada en febrero de 1977, a la altura de 1978 ya consideraba "la federación de tres regiones: Castilla, León y La Mancha".
Mientras que el castellanismo corriente es partidario de la comarcalización de Castilla, el carreterismo aboga por revivir las antiguas Comunidades de Villa y Tierra, así como los viejos fueros castellanos (en la provincia de Burgos, las Comunidades de Villa y Tierra no existieron nada más que en extremo Sur de la provincia, y en la de Santander no existieron estas instituciones típicas de la llamada repoblación concejil). No obstante, y a pesar de que considera el actual marco autonómico artificial, el carreterismo también es favorable a que cada provincia castellana se convierta en una comunidad autónoma uniprovincial, ya que así se respetaría la tradición de descentralización de Castilla. Es por eso que apoya la uniprovincialidad de Cantabria y de La Rioja, e incluso la asociación Comunidad Castellana estuvo a favor de la uniprovincialidad de Segovia en momentos previos a la creación de Castilla y León.  
El carreterismo arraigó fuertemente durante la Transición en algunos círculos culturales de Burgos, descontentos por haber perdido esta ciudad la capitalidad autonómica frente a Valladolid, ciudad esta de la que el carreterismo hará su chivo expiatorio junto con Toledo. Fuera de Burgos, esta corriente se implantará también con cierta fuerza en zonas como Segovia (de donde eran sus fundadores) y en la provincia de Guadalajara.
Pronto empezaron a surgir iniciativas dedicadas a promover el carreterismo, como la asociación cultural Comunidad Castellana (CC), fundada el 26 de febrero de 1977 por el abogado segoviano Manuel González Herrero (fue presidente del Consejo de Colegios de Abogados de Castilla y León pese a haberse mostrado contrario a la creación de la comunidad de Castilla y León), que en seguida se implantó fuertemente en las provincias de Segovia, Madrid y Guadalajara (provincia esta última donde CC comenzó a implantarse en noviembre de 1977) y ya más tarde las primeras formaciones políticas carreteristas. Es así que por el año 1980 se intenta crear el partido Unión Nacionalista Castellana, pero debido a ciertas irregularidades esta formación nunca vio la luz. No es hasta 1988 que surge el primer partido carreterista en la ciudad de Burgos, el Partido Regionalista Castellano (PREC), y de éste la escisión Unión Castellanista (UC), a pesar de que este último acabó integrando en su Castilla a las provincias de Valladolid y Palencia. Ambas formaciones han desaparecido, aunque no obstante el carreterismo militante actual, a falta de un partido que le represente íntegramente, opta por apoyar electoralmente a partidos de ámbito provincial como IxC, el PRGU, CiBu, IDES y otros similares.
Es conocida la rivalidad existente entre los defensores de las tesis carreteristas y quienes defienden una Castilla basada en el Pacto Federal Castellano de 1869. Estos últimos utilizan el término "carreterista" de forma despectiva para referirse a quienes ponen en duda la castellanidad de la Región Leonesa o de La Mancha. Asimismo los carreteristas se refieren a sus rivales con el apelativo de "pancastellanistas".
El carreterismo en general apoya y se solidariza con los movimientos regionalistas leonesistas y mancheguistas, si bien existen pequeñas discordancias en temas territoriales al considerar el carreterismo provincias leonesas a Valladolid y Palencia y al reclamar la provincia de Cuenca el mancheguismo. Sin embargo, se sabe que durante el proceso autonómico Comunidad Castellana en la provincia de Guadalajara llegó a posicionarse a favor de una autonomía manchega que incluyera íntegramente a la provincia de Cuenca.
A finales de la década de 1980, el PSC, defensor del llamado federalismo asimétrico, en la obra Federalismo y estado de las autonomías (1988), daba voz a las tesis territoriales carreteristas con un capítulo escrito por el propio Anselmo Carretero. Esta obra estaba elaborada por personalidades de la vida intelectual y política catalana como Lluís Armet, Jaume Sobrequés, J. Maragall, Isidre Molas, etc.

## Colectivos carreteristas
Estas son las formaciones que históricamente han defendido las tesis carreteristas total o parcialmente:
- Partido Regionalista Castellano
- La asociación Comunidad Castellana
- Unión Castellanista
- La asociación cultural Tierra Castellana, integrada en la plataforma Ahora Castilla